# Euphyia regnelli
Euphyia regnelli là một loài bướm đêm trong họ Geometridae.